# Voici les clés
"Voici les clés" (Hier zijn de sleutels) is een chanson, vooral bekend in de versie van Gérard Lenorman uit 1976. Het is een vertaling van het Italiaanse lied "Nel cuore nei sensi" uit hetzelfde jaar, geschreven door Vito Pallavicini en Toto Cutugno en uitgevoerd door de groep Albatros. De Franse teksten zijn geschreven door Pierre Delanoë.
Het liedje gaat over iemand die door zijn/haar partner in de steek gelaten is en hoopt dat deze zich bedenkt en terug komt.

## Versie van Gérard Lenorman
De versie van Lenorman is afkomstig van zijn album Drôles de chansons uit 1976. De B-kant van de single is Comme une chanson bizarre, waarvoor Lenorman de muziek zelf geschreven heeft. In 1980 werd het nummer opnieuw uitgebracht op single, ditmaal als B-kant van La ballade des gens heureux. De single uit 1976 bereikte de toppositie in de Franse en Waalse hitlijsten. In de Nederlandse Top 40 en Single Top 100 werd de tweede plek gehaald, in de Vlaamse Ultratop 50 de derde. In Frankrijk kreeg Lenorman een gouden plaat voor zijn versie.
In 2011 nam Lenorman het nummer opnieuw op, nu als duet met de Australische zangeres Tina Arena, deze versie haalde de 48e plek in de Franse hitlijst.

### NPO Radio 2 Top 2000
| Nummer met noteringen in de NPO Radio 2 Top 2000 | '99  | '00 | '01  | '02  | '03-'04 | '05  | '06  |
| ------------------------------------------------ | ---- | --- | ---- | ---- | ------- | ---- | ---- |
| Voici les clés                                   | 1549 | -   | 1771 | 1822 | -       | 1808 | 1733 |

1. ↑  Een '-' betekent dat het nummer niet was genoteerd en een vetgedrukt getal geeft de hoogste notering aan.
2. ↑  Deze tabel is bijgewerkt tot en met de laatste editie (2024).

## Versie van Albatros
De Italiaanse zanger Toto Cutugno nam met zijn groep Albatros Nel cuore nei sensi op voor hun debuutalbum Volo AZ504 uit 1976. In 1990 nam Cutugno ook de Franstalige versie op. De versies van Cutugno en Albatros werden niet op single uitgebracht.